# Luigi Medollo
Luigi Maria Medollo o Medolla (Corigliano Calabro, ... – Napoli, 1854) è stato un pittore italiano.
Nato a Corigliano Calabro – o secondo alcuni a Colosimi – studiò pittura a Napoli allievo di Gennaro Ruo (1812-1884) e di Raffaele Aloisio (1811-1892) con il quale collaborò. Con l'Aloisio collaborò alla realizzazione delle pitture murali nella Chiesa dell'Annunziata di Acri. Tra le sue opere conservate a Corigliano si ricordano un'Ultima Cena (1838) nella chiesa di San Pietro e una Madonna di Costantinopoli (1842) sul soffitto della chiesa della Riforma. 
Morì ancora giovane a Napoli durante l'epidemia di colera nell'anno 1854.